# Précurseurs de l'anarchisme
Les précurseurs de l'anarchisme sont les personnes, personnages historiques ou de fiction qui, par leurs actes, leurs écrits, leurs rôles ou influences, ont précédé l'avènement de l'anarchisme en tant que théorie politique.

## Histoire

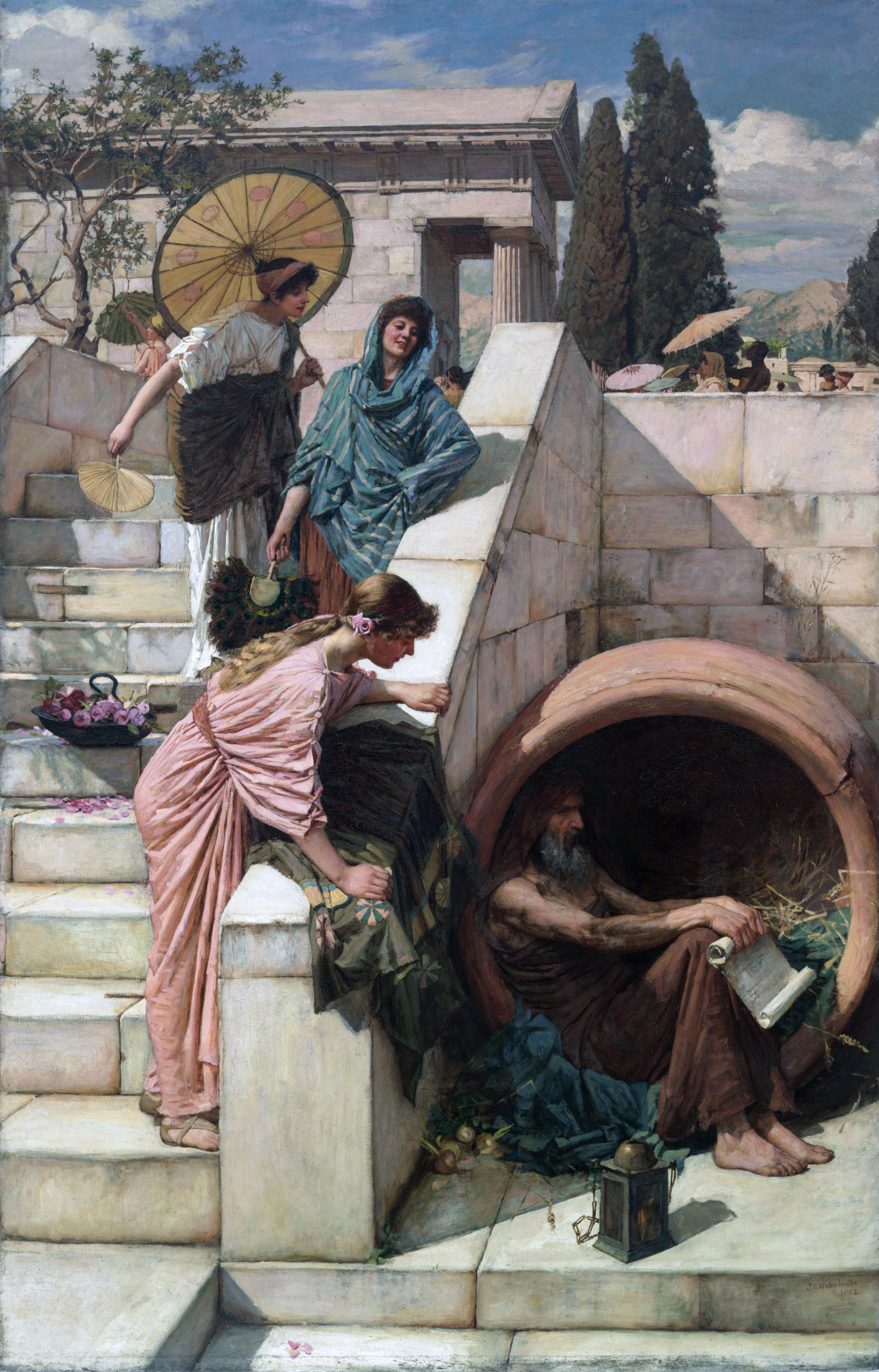
Diogenes par John William Waterhouse.

Pour de nombreux théoriciens de l'anarchisme, l'esprit libertaire remonte aux origines de l'humanité. À l'image des Inuits, des Pygmées, des Santals, des Tivs, des Piaroas ou des Mérinas, de nombreuses sociétés fonctionnent, parfois depuis des millénaires, sans autorité politique (État ou police) ou suivant des pratiques revendiquées par l'anarchisme comme l'autonomie, l'association volontaire, l'auto-organisation, l'aide mutuelle ou la démocratie directe.
Les premières expressions d'une philosophie libertaire peuvent être trouvées dans le taoïsme et le bouddhisme. Au taoïsme, l'anarchisme emprunte le principe de non-interférence avec les flux des choses et de la nature, un idéal collectiviste et une critique de l'État ; au bouddhisme, l'individualisme libertaire, la recherche de l'accomplissement personnel et le rejet de la propriété privée.
Une forme d’individualisme libertaire est aussi identifiable dans certains courants philosophiques de la Grèce antique, en particulier dans les écrits épicuriens, cyniques et stoïciens. Les cyniques se distinguent par le rejet de peu ou prou toutes les conventions sociales de la cité grecque. Les anarchistes, particulièrement les individualistes, partagent cette vision du monde et cherchent à s'affranchir le plus possible de toute contrainte sociale, en tant qu'elles sont une entrave « à la libre expansion de l’être individuel » (E. Armand, Petit Manuel anarchiste individualiste). Plus généralement, les anarchistes partagent avec les cyniques un esprit subsversif et de révolte contre le pouvoir établi.
Certains éléments libertaires du christianisme ont influencé le développement de l'anarchisme, en particulier de l'anarchisme chrétien. À partir du Moyen Âge, certaines hérésies et révoltes paysannes attendent l'avènement sur terre d'un nouvel âge de liberté.  Des mouvements religieux, à l'exemple des hussites ou des anabaptistes s'inspirèrent souvent de principes libertaires.
Plusieurs idées et tendances libertaires émergent dans les utopies françaises et anglaises de la Renaissance et du siècle des Lumières. Pendant la Révolution française, le mouvement des Enragés s'oppose au principe jacobin du pouvoir de l'État et propose une forme de communisme. En France, en Allemagne,  en Angleterre ou aux États-Unis, les idées anarchistes se diffusent par la défense de la liberté individuelle, les attaques contre l'État et la religion, les critiques du libéralisme et du socialisme. Certains penseurs libertaires américains comme Henry David Thoreau, Ralph Waldo Emerson et Walt Whitman, préfigurent l’anarchisme contemporain de la contre-culture, de l'écologie, ou de la désobéissance civile.
Remonter si loin dans l'histoire de l'humanité n'est pas sans risque d'anachronisme ou d'idéologie. C'est donner une définition extrêmement vague de l'anarchisme sans tenir compte des conditions historiques et sociales de l'époque des faits. Il faudra attendre la Révolution française pour découvrir des aspirations ouvertement libertaires chez des auteurs comme Jean-François Varlet, Jacques Roux,  Sylvain Maréchal ou William Godwin.

### Antiquité

#### Taoïsme

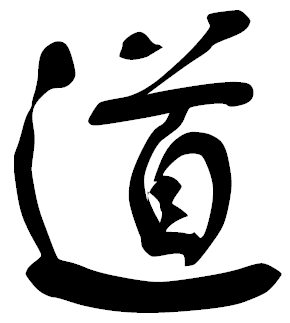
道 dào « la Voie », calligraphie 草書 cǎoshū « herbes folles ».

Pour de nombreux anarchistes, le philosophe Lao Tseu 老子   (vers -600 ou -400), auteur du Dao de jing 道德经 ou Livre de la Voie et de la Vertu, est le premier à avoir présenté une « société anarchiste paisible ». Philosophie individualiste et antiautoritaire, le taoïsme comporte « les principes essentiels qui sont à la base de toute théorie libertaire, à savoir 1) l’inévitable contre-productivité des règlements et des institutions, voués à produire un résultat contraire aux buts initialement recherchés, et 2) l’idée que seule l’autorégulation des individus et des groupes et la non intervention des pouvoirs publics sont de nature à engendrer la meilleure harmonie possible. »
À la suite de Lao Zi (lao tseu), plusieurs philosophes et écrivains condamnent le pouvoir et la civilisation dénoncés comme nocif et réducteur pour la liberté. Zhuangzi 庄子 (vers -369), auteur du Zhuangzi ou Vrai classique de Nanhua, initie un refus non-violent des honneurs et du pouvoir. Bien plus tard, le poète et penseur Xi Kang 嵇康 (223-262), l'un des Sept Sages de la forêt de bambous 竹林七賢, dénigre pouvoir et hiérarchie.
En Asie, l'anarchisme se réfère souvent à Laozi.

#### Antiquité: liste
- Lao Zi[13] (vers -600 ou -400)

- Gorgias
- Aristophane
- Zhuangzi
- Bao Jingyan

- Zénon de Kition[13],[19]
- Antiphon[19]
- Antisthène[13],[20]
- Diogène de Sinope[13],[20]
- Aristippe de Cyrène[13],[19]

- Évhémère
- Épicure
- Lucien de Samosate
- Spartacus
- Jésus de Nazareth
- Ovide
- Épictète (50-v.130)
- Xi Kang

- Carpocrate[19]
- Héraclite[13]

### Moyen Âge
- Jean Scot Érigène (800-876)
- Joachim de Flore[20] (1132-1202)
- Amaury de Chartres[20] (?-1209)
- John Ball[13] (?-1381)
- François Villon (1431-1463)
- Thomas Müntzer[13],[20] (1489-1525)

### Renaissance
- François Rabelais[13],[14],[20],[19] (1494-1553)
- Étienne Dolet (1509–1546)

### Époque moderne
- Nicolas Storch (1521-?)
- Étienne de La Boétie[13],[14],[19] (1530-1563)
- Gerrard Winstanley[13],[14],[19] (1609-1676)
- Savinien de Cyrano de Bergerac (1619-1655)
- Jean de La Fontaine (1621-1695)
- Gabriel de Foigny[13],[19] (1630-1676)
- Jean Meslier[13],[14],[20] (1664-1729)
- Voltaire (1694-1778)
- Andō Shōeki (1703-1762)
- Denis Diderot[13],[19] (1713-1784)
- Léger-Marie Deschamps[14],[19] (1716-1774)
- Étienne-Gabriel Morelly (1717-?)
- Giacomo Casanova (1725-1798)
- Thomas Paine[13] (1737-1809)
- Donatien Alphonse François de Sade dit Marquis de Sade[13] (1740-1814)
- Sylvain Maréchal[14],[19] (1750-1803)
- Jacques Roux[14],[20] (1752-1794)
- William Godwin[13],[14],[20],[19] (1756-1836)
- William Blake[13] (1757-1827)
- Mary Wollstonecraft[19] (1759-1797)
- Gracchus Babeuf (1760-1797)
- Philippe Buonarroti (1761-1837)
- Jean-François Varlet[14] (1764-1832)
- Jean-Théophile Leclerc[14] (1771-?)
- Robert Owen[19] (1771-1858)
- Samuel Taylor Coleridge[19] (1772-1834)
- Charles Fourier[13],[14],[19] (1772-1837)

### Époque contemporaine
- Percy Bysshe Shelley[19] (1792-1822)
- Max Stirner[13],[19] (1806-1856)
- Anselme Bellegarrigue[19] (1813-1869)
- Henry David Thoreau[20] (1817-1862)
- Carlo Pisacane (1818-1857)
- Edgar Bauer (1820-1886)
- Joseph Déjacque[19] (1821-1864)
- Francisco Pi i Margall[19] (1824-1901)
- Ernest Cœurderoy[19] (1825-1862)

## Personnages de fiction
- Prométhée (voleur du feu des dieux)
- Satan[19] ; par exemple on y voit une référence très portée dans la chanson de Léo Ferré "Thank you Satan"
- Robin des Bois ; le voleur qui vole aux riches pour donner aux pauvres
- Gavroche et d'autres Misérables
- Don Quichotte
- Les protagonistes du roman d'Emile Zola "Germinal"